# 平澤元気
平澤 元気（ひらさわ げんき、1990年6月15日 - ）は、最高位戦日本プロ麻雀協会に所属する競技麻雀のプロ雀士、YouTuber。かつては全日本麻雀協会に所属していた。
「麻雀クリエイター」を自称しており、複数の麻雀戦術本の出版、編集に関わる。
新潟県燕市出身。

## 人物・経歴
2014年、全日本麻雀協会入会（1期生）。2015年9月に天鳳にて十段到達、これがきっかけとなり2016年2月に初出版。執筆活動と並行してYouTubeやブログなどクリエイターとしての活動も行っている。
2020年7月に所属していた全日本麻雀協会を退会し、フリーランスで活動している。
2023年12月、最高位戦日本プロ麻雀協会に入会した。

## 著書・編書
- 絶対にラスを引かない麻雀 : ラス回避35の技術 (2016年2月 マイナビ出版 ISBN 9784839958459)
- よくわかる麻雀の勝ち方 : 牌効率から読みまで極める30の技術 (2016年8月 マイナビ出版 ISBN 9784839960339)
- 麻雀・鉄押しの条件 : 3人の天鳳位が出す究極の結論 (独歩, かにマジン, しゅかつ著 2017年4月 マイナビ出版 ISBN 9784839962777)
- 勝つ人は知っている現代麻雀30の新常識 (土井泰昭 共著 2017年5月 マイナビ出版 ISBN 9784839963606)
- 麻雀・序盤の鉄戦略 : 3人の天鳳位が出す究極の結論 (独歩, すずめクレイジー, しゅかつ著 2017年8月 マイナビ出版 ISBN 9784839963989)
- デジタルに読む麻雀  (2017年12月 マイナビ出版 ISBN 9784839965013)
- 場況を見抜く!超実戦立体何切る (2018年8月 マイナビ出版 ISBN 9784839966973)
- 現代麻雀の秘技 相手に対応させる技術 (2018年12月 マイナビ出版 ISBN 9784839968014)
- 麻雀 鳴きの教科書 (2019年12月 マイナビ出版 ISBN 9784839971366)
- これだけでOK! 麻雀初心者が最速で勝ち組になる方法 (2020年4月 マイナビ出版 ISBN 9784839973018)
- 手牌が透ける! ? 麻雀鳴き読みの極意 (2020年10月 マイナビ出版 ISBN 9784839974404)
- 通せる牌が倍増! 麻雀鳴き読みドリル (2021年2月 マイナビ出版 ISBN 9784839975890)
- YouTube連動! ここで差がつく 麻雀何切るチャンネル (2021年7月 マイナビ出版 ISBN 9784839976668)
- 麻雀 弱点克服ドリル (2021年12月 三才ブックス ISBN 9784866732978)
- 人気麻雀YouTuberが教える 1冊で上級者になる方法 (2022年3月 マイナビ出版 ISBN 9784839978730)
- 麻雀・守備の基本完全ガイド (2022年10月 マイナビ出版 ISBN 9784839981556)
- 麻雀 一番やさしい牌効率の教科書 (2023年3月 マイナビ出版 ISBN 9784839982485)
- 麻雀・点数状況によって変わる強者の選択 (2023年12月 マイナビ出版 ISBN 9784839985295)

## 出演
- 第2回 ZOO麻雀道全日本学生選手権 （MONDO TV）[9]